# Ectropis excusaria
Ectropis excusaria är en fjärilsart som beskrevs av Achille Guenée 1858. Ectropis excusaria ingår i släktet Ectropis och familjen mätare. Inga underarter finns listade i Catalogue of Life.